# Кинамо
Кинамо (нем. Kinamo) — ручной киносъёмочный аппарат, с 1921 году выпускавшийся в Германии компанией ICA AG. Сконструирован  Эмануэлем Гольдбергом и считается самой маленькой из когда-либо выпущенных кинокамер, рассчитанных на 35-мм киноплёнку. С 1921 по 1926 год выпускался компанией ICA в Дрездене под названием «Ica Kinamo», а после слияния Zeiss, Krupp-Ernemann и ICA в единый концерн Zeiss Ikon, переименован в «Kinamo N 25», и производился до 1934 года. Благодаря удобству и компактности, камера получила распространение на студиях кинохроники, в том числе в СССР.

## Историческая справка
«Кинамо» стала самой компактной из ручных кинокамер своей эпохи, обладающих минимальным набором свойств, достаточных для успешной хроникальной киносъёмки. Так, выпущенная в том же 1921 году более компактная «Дебри-Септ» с пружинным приводом вмещала всего 5 метров киноплёнки, позволяя отснять лишь несколько секунд материала. «Кинамо» получила приставной пружинный привод лишь три года спустя, но даже без него длительность непрерывной съёмки превышала минуту. Ещё одним достоинством была кассетная зарядка, позволявшая быстро перезаряжать камеру даже при ярком солнечном свете. Киноплёнка заряжалась в кассету полуторного типа, располагавшуюся внутри разъёмного корпуса.
Однако, несмотря на передовую для своего времени конструкцию, занять в истории киноаппаратостроения более заметное место камере «Кинамо» было не суждено: выпущенный в 1925 году в США киносъёмочный аппарат «Аймо» превосходил немецкий аналог по всем параметрам. 30-метровые бобины с киноплёнкой позволяли снимать дольше, а револьверная головка с тремя сменными объективами давала кинооператору большую свободу выбора съёмочной точки. Американская камера быстро стала де-факто стандартом у кинохроникёров всего мира, хотя «Кинамо» ещё долго исправно служила в новостных студиях.

## Особенности конструкции
Камера собрана в литом корпусе из магниевого сплава. Корпус, покрытый чёрным кожзаменителем, имел традиционную для первых камер ящичную форму и состоял из двух половин, соединяемых замком. Одна половина содержала привод и телескопический визир, а другая — лентопротяжный механизм с кассетой и объектив. Ёмкость кассет базовой модели N 25 составляла 25 метров, а более компактной N 15 — соответственно 15 метров. Перезарядка производилась при разъединённых половинах корпуса. Киноплёнка перемещалась односторонним однозубым грейфером без контргрейфера и двумя зубчатыми барабанами. Дисковый обтюратор с постоянным углом раскрытия 180 градусов обеспечивал выдержку в 1/32 секунды при стандартной для немого кинематографа частоте киносъёмки 16 кадров в секунду. 
Ручной привод позволял осуществлять как обычную киносъёмку, так и покадровую, для чего на корпусе имелись два разных гнезда под рукоятку. В самой совершенной модели «Универсал» было предусмотрено 4 гнезда — одно для покадровой съёмки, и три для съёмки с разной частотой: 16, 24 и 32 кадра в секунду, которые достигались вращением ручки со скоростью 2 оборота в секунду. Фокусировка объектива производилась от 0,9 метра до «бесконечности» по шкале расстояний, которая отображается в поле зрения видоискателя, позволяя переводить резкость непосредственно во время съёмки. На первых выпусках «Кинамо» объектив «Zeiss Tessar» 40 мм/f 3,5 крепился жёстко, не допуская замены. На более поздних камерах Zeiss Ikon предусмотрен байонет с накидной гайкой, в который устанавливался более светосильный объектив «Zeiss Tessar» 40 мм/f 2,7. Кадрирование производилось с помощью телескопического видоискателя типа «Ньютон». Кроме него камера снабжена откидным рамочным визиром.

### Модификации
- Kinamo N 25 (ICA, 1921—1926):

Жёстковстроенный объектив «Zeiss Tessar» 40 мм/f 3,5. Запас киноплёнки 25 метров.
- Kinamo N 15 (ICA, 1921—1926):

Жёстковстроенный объектив «Zeiss Tessar» 40 мм/f 3,5. Запас киноплёнки 15 метров.
- Kinamo Universal (ICA, 192?—1926; Zeiss Ikon, 1926—193?):

До 1926 года жёстковстроенный объектив «Zeiss Tessar» 40 мм/f 3,5, а после сменный «Zeiss Tessar» 40 мм/f 2,7. Запас киноплёнки 25 метров и 4 скорости ручного привода.
- Kinamo Zeiss Ikon N 25 (Zeiss Ikon, 1926—193?):

Сменный объектив «Zeiss Tessar» 40 мм/f 2,7. Запас киноплёнки 25 метров и две скорости ручного привода.
- Kinamo S 10 (Zeiss Ikon, 1929—1936)

16-мм версия «Кинамо» с объективом «Zeiss Tessar» 15 мм/f 1:2,7. Ёмкость кассеты 10 метров. Перед войной эта модель послужила основой при разработке первой советской любительской кинокамеры.

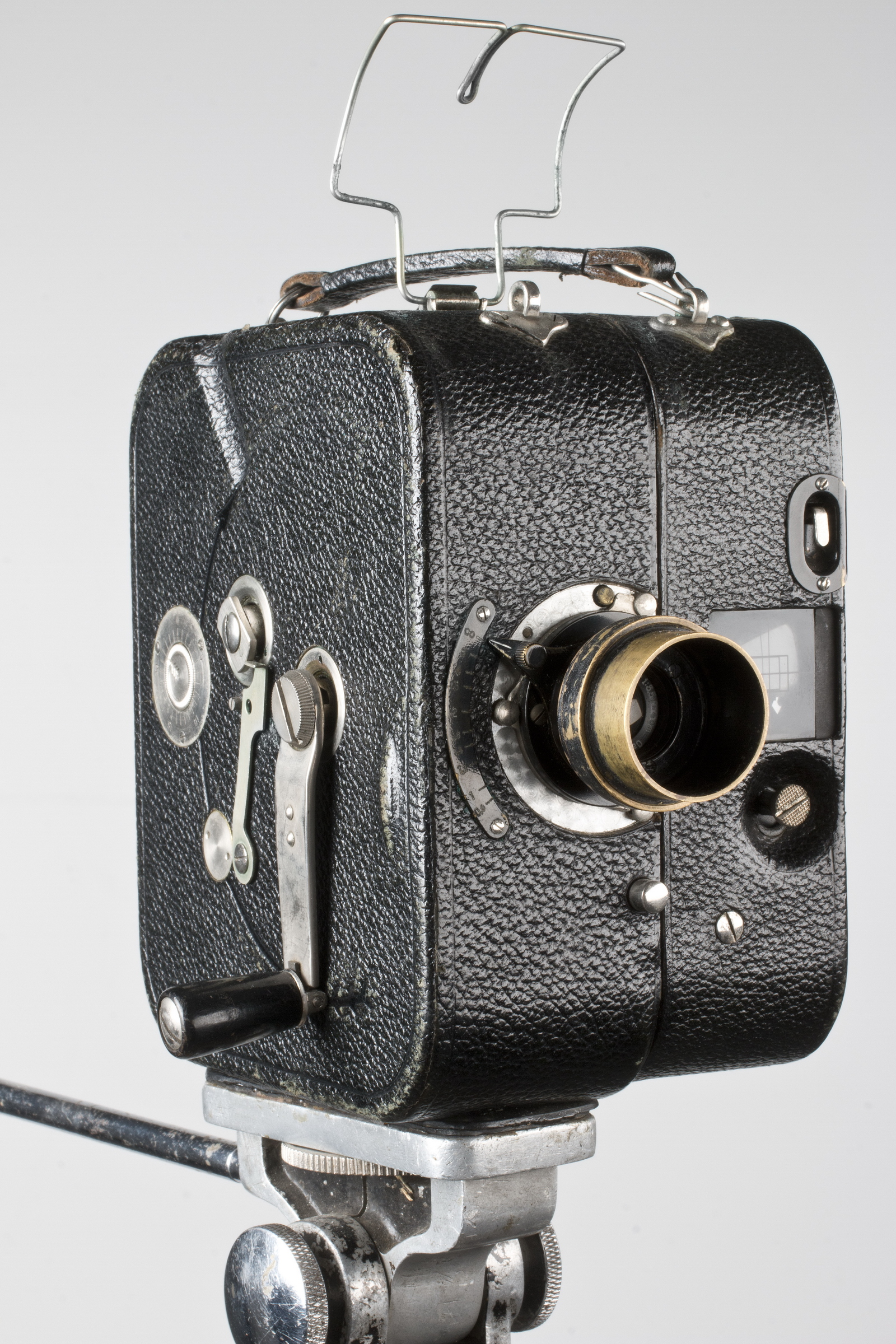
Вид с правой стороны камеры
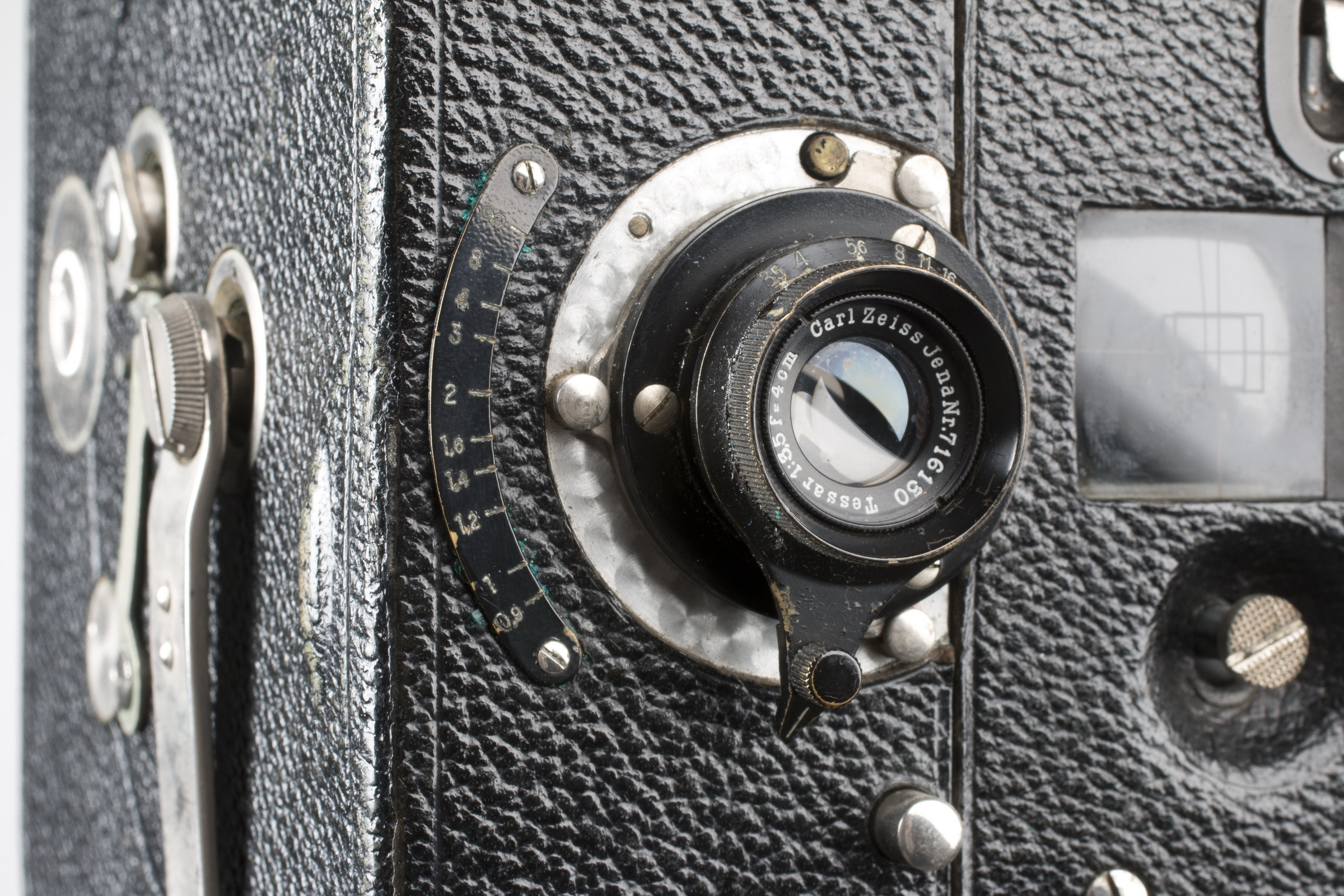
Объектив Tessar 40 мм/f 3,5
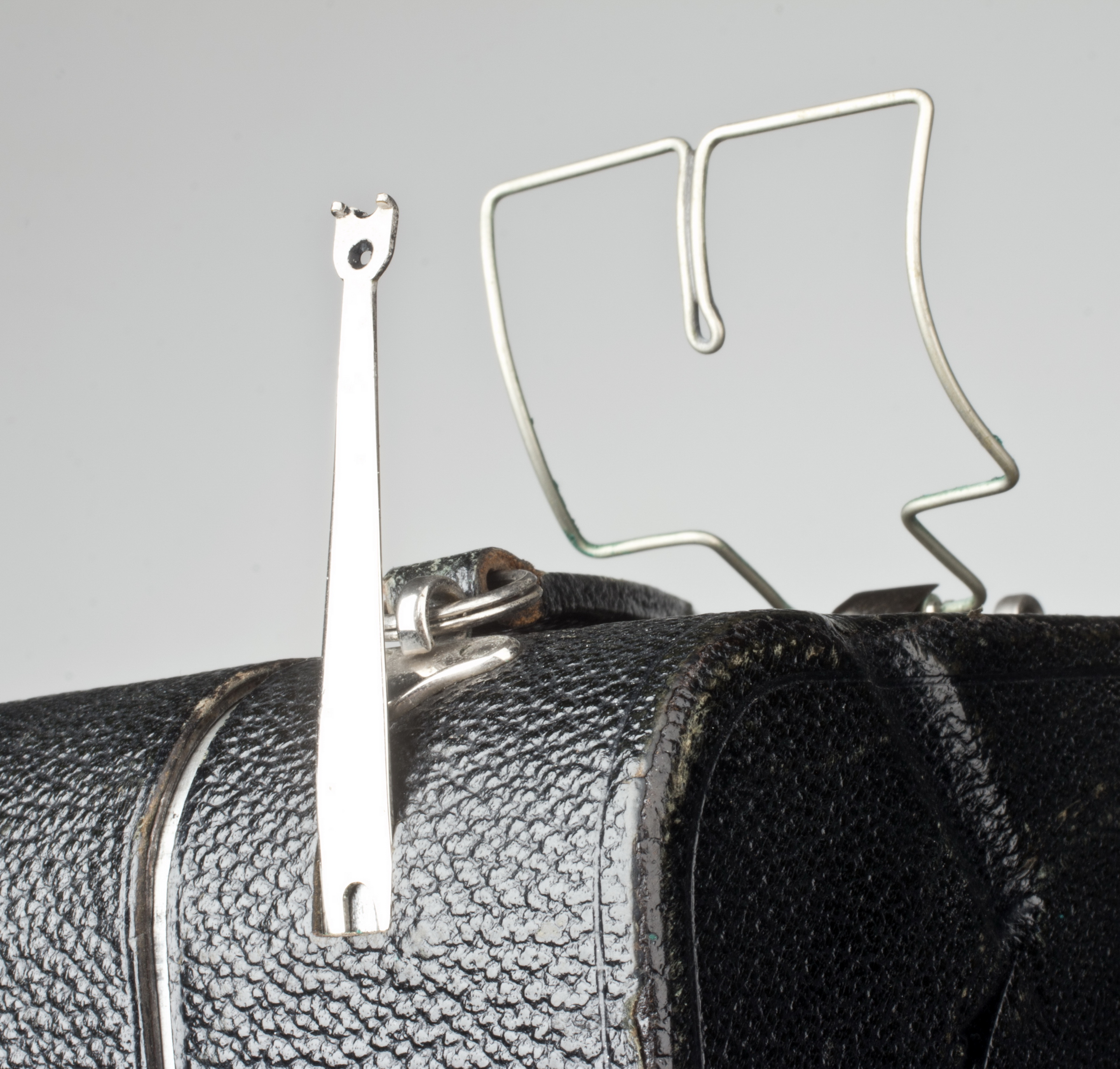
Откидной рамочный видоискатель
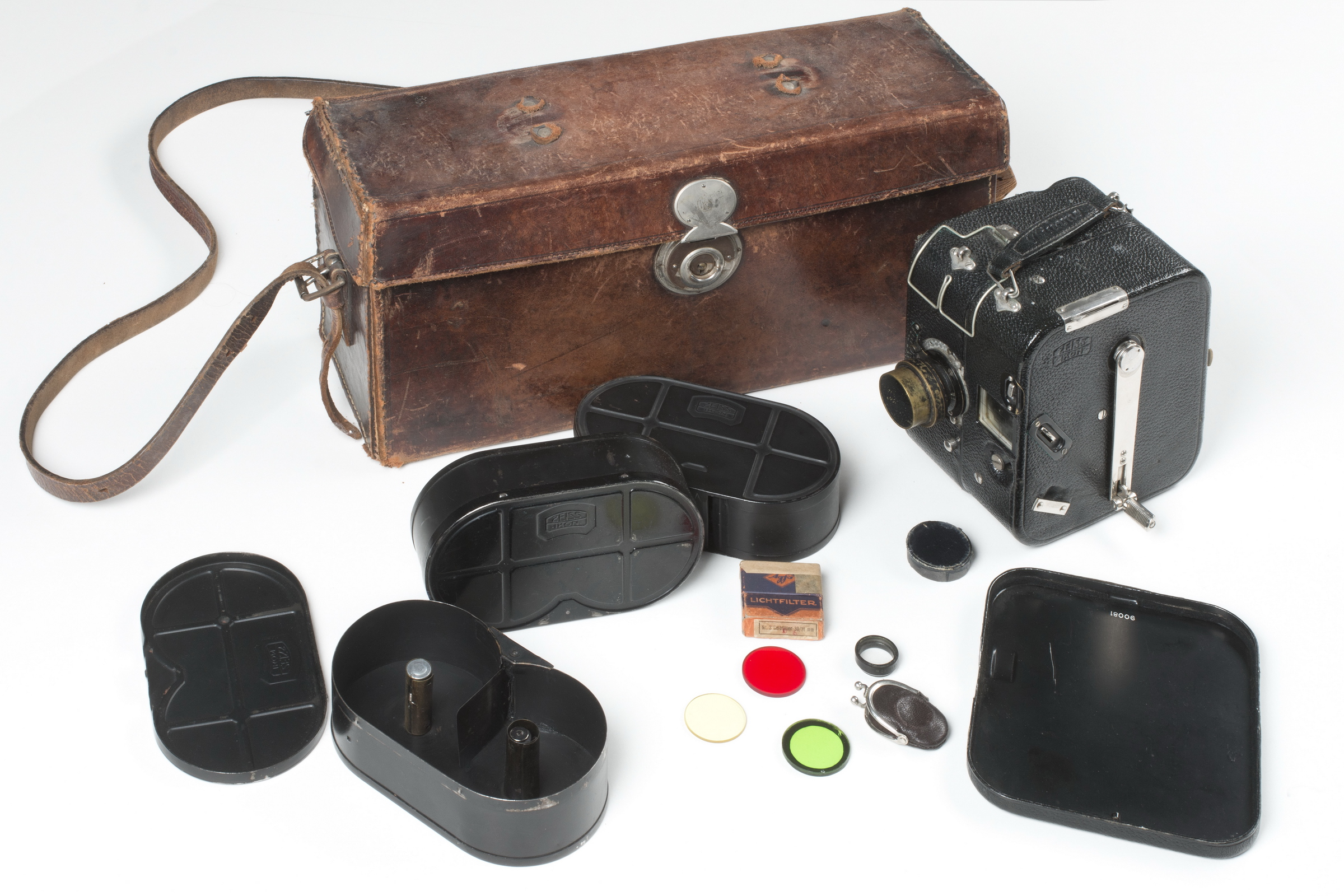
«Кинамо» с принадлежностями
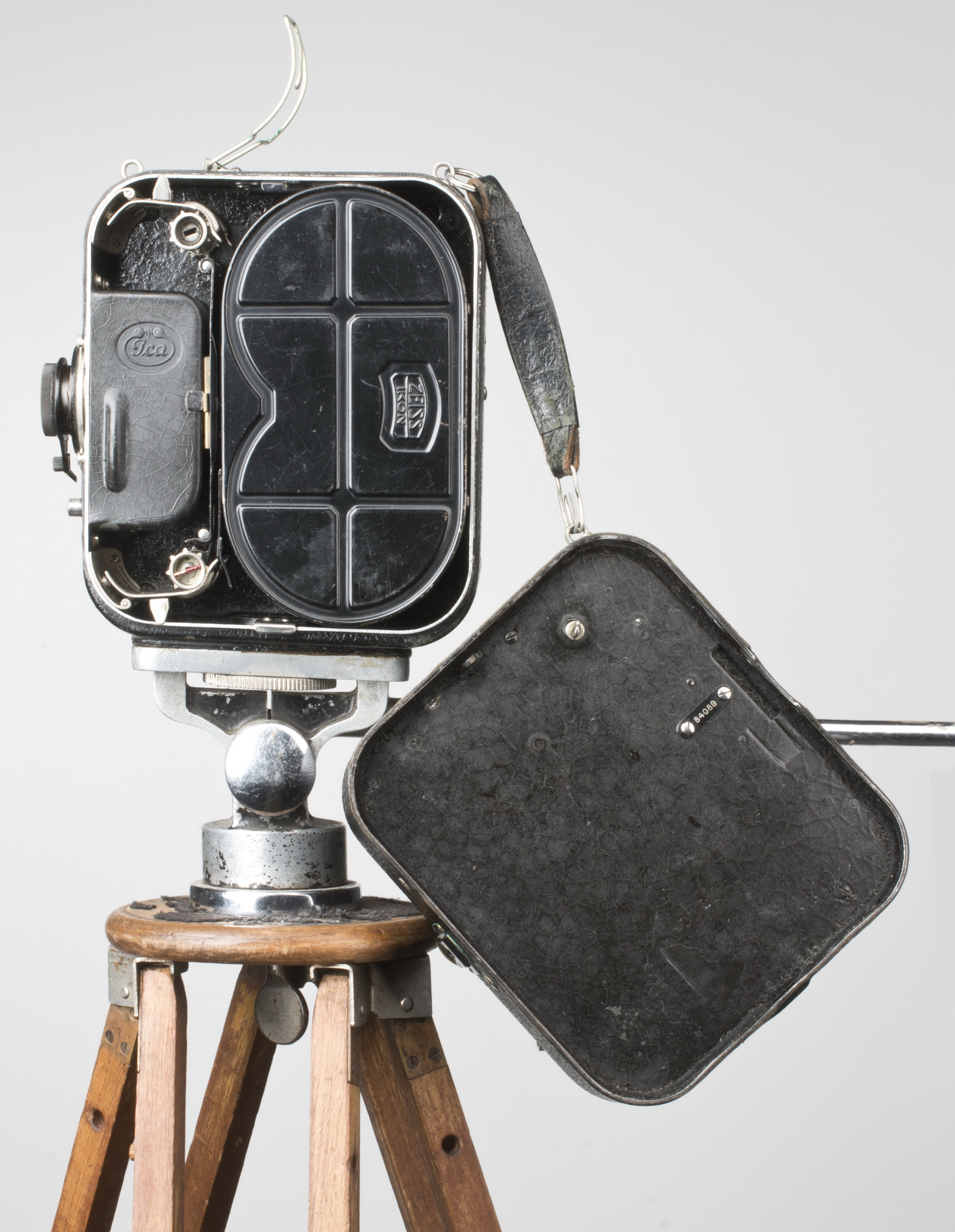
Кассета в гнезде аппарата

Точное количество выпущенных камер неизвестно, однако серийные номера (начинающиеся на 60 000 на ранних камерах и заканчивающиеся на 85 000 на поздних) позволяют предположить тираж в 7—8 тысяч экземпляров.

## Применение
За счет невероятной компактности и простоты управления, камера очень быстро стала популярной в документальном кино и даже у кинематографистов авангардных направлений, таких, как например, Ласло Мохой-Надь. Одним из самых известных почитателей «Кинамо» стал Йорис Ивенс.
Рынок любительского кино, на который рассчитывали разработчики, не оправдал ожиданий, особенно после запуска в 1923 году «Кодаком» производства 16-мм киноплёнки и быстро ставшей популярной аппаратуры для неё. Камера этого формата «Filmo» компании Bell & Howell, составила серьёзную конкуренцию, которой не смогла противостоять даже 16-мм версии «Kinamo S 10». Несмотря на это, «Кинамо» с успехом применялась для хроникальных съёмок, приняв участие во Второй мировой войне.